# Élections de 2010 en Illinois

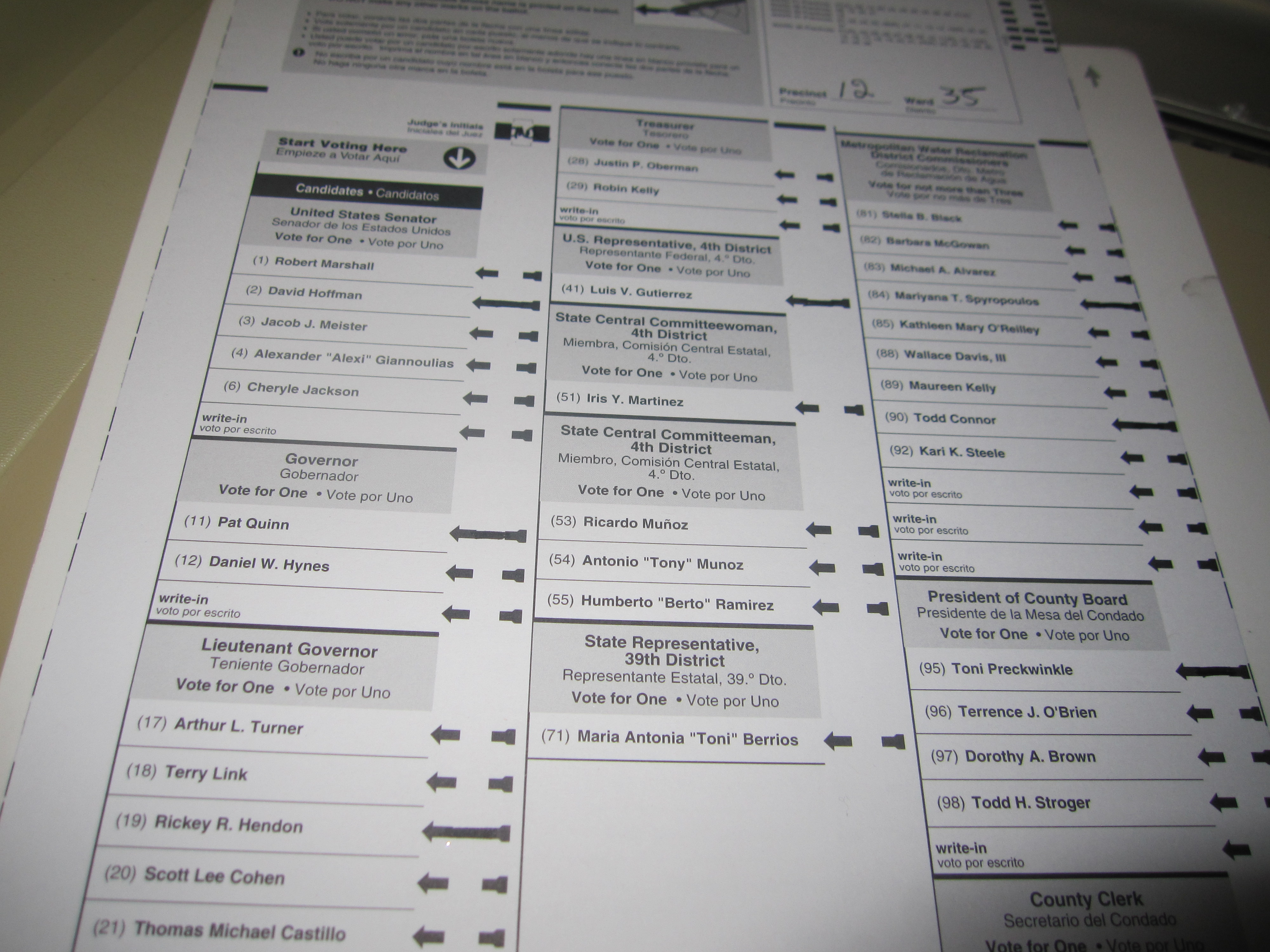
Un bulletin de vote de l'Illinois 2010.

Les électeurs de l'état de l'Illinois seront appelés aux urnes le mardi 2 novembre 2010. Les primaires démocrates et républicaines ont eu lieu le mardi 2 février 2010.

## Élections au Congrès des États-Unis

### Sénat des États-Unis
- Alexi Giannoulias (D), trésorier de l'Illinois depuis 2007.
- Mark Kirk (R), représentant du dixième district de l'Illinois à la chambre des représentants des États-Unis depuis 2001.

### Chambre des représentants des États-Unis

#### Premier district
- Bobby Rush (D), représentant-sortant depuis 1993[2].

#### Deuxième district
- Jesse Jackson, Jr. (D), représentant-sortant depuis 1995[2].
- Isaac Hayes (R)[2].

#### Troisième district
- Dan Lipinski (D), représentant-sortant depuis 2005[2].
- Michael Bendas (R)[2].

#### Quatrième district
- Luis Gutiérrez (D), représentant-sortant depuis 1993[2].

#### Cinquième district
- Mike Quigley (D), représentant-sortant depuis 2009[2].
- David Ratowitz (R)[2].

#### Sixième district
- Ben Lowe (D)[2].
- Peter Roskam (R), représentant-sortant depuis 2007[2].

#### Septième district
- Danny K. Davis (D), représentant-sortant depuis 1997[2].
- Mark Weiman (R)[2].

#### Huitième district
- Melissa Bean (D), représentant-sortant depuis 2005[2].
- Joe Walsh (R)[2].

#### Neuvième district
- Jan Schakowsky (D), représentante-sortante depuis 1999[2].
- Joel Pollak (R)[2].

#### Dixième district
- Dan Seals (D)[2].
- Bob Dold (R)[2].
  - Le représentant-sortant Mark Kirk (R), n'est pas candidat à sa réélection.

#### Onzième district
- Debbie Halvorson (D), représentante-sortante depuis 2009[2].
- Adam Kinzinger (R)[2].

#### Douzième district
- Jerry Costello (D), représentant-sortant depuis 1988[2].
- Teri Davis Newman (R)[2].

#### Treizième district
- Scott Harper (D)[2].
- Judy Biggert (R), représentante-sortante depuis 1999[2].

#### Quatorzième district
- Bill Foster (D), représentant-sortant depuis 2008[2].
- Randy Hultgren (R)[2].

#### Quinzième district
- David Gill (D)[2].
- Tim Johnson (R), représentant-sortant depuis 2001[2].

#### Seizième district
- George Gaulrapp (D)[2].
- Don Manzullo (R), représentant-sortant depuis 1993[2].

#### Dix-septième district
- Phil Hare (D), représentant-sortant depuis 2007[2].
- Bobby Schilling (R)[2].

#### Dix-huitième district
- D.K. Hirner (D)[2].
- Aaron Schock (R), représentant-sortant depuis 2009[2].

#### Dix-neuvième district
- Tim Bagwell (D)[2].
- John Shimkus (R), représentant-sortant depuis 2003[2].

## Élection de l'exécutif d'état de l'Illinois

### Élection dugouverneuret deson lieutenant
- Ticket démocrate: Pat Quinn ( sortant) et Sheila Simon.
- Ticket républicain: Bill Brady et Jason Plummer.

### Procureur général
- Lisa Madigan (D), procureur général de l'Illinois depuis 2003[3].
- Stephen Kim (R)[4].

### Secrétaire d'État
- Jesse White (D), secrétaire d'État de l'Illinois depuis 1999[5].
- Robert Enriquez (R)[6].

### Contrôleur
- David Miller (D)[7].
  - Le contrôleur-sortant Dan Hynes a renoncé à être candidat à sa réélection préférant se présenter au poste de gouverneur.
- Judy Baar Topinka (R), ancienne trésorière de l'Illinois[8].

### Trésorier
- Robin Kelly (D)[9].
  - Le trésorier-sortant Alexi Giannoulias a renoncé à être candidat à sa réélection préférant se présenter au sénat américain.
- Dan Rutherford (R)[10].